# Центр з дослідження літератури фентезі
Центр з дослідження літератури фентезі (ЦДЛФ) при Інституті літератури ім. Т. Г. Шевченка НАН України — осередок для фахового спілкування науковців, які вивчають різноманітні аспекти літератури фентезі на українському й зарубіжному матеріалі. Заснований 17 червня 2015 р. Серед провідних форм роботи — створення і підтримка бази філологічних і культурологічних праць з проблем літератури фентезі в Україні, а також науково-інформаційні заходи для обміну досвідом і результатами досліджень: семінари, майстер-класи, лекції, зустрічі з авторами, наукові конференції та консультації для аспірантів.
Керівник ЦДЛФ — доктор філологічних наук Тетяна Рязанцева, співголова — кандидат філологічних наук, доцент кафедри теоретичної та прикладної лінгвістики Житомирської політехніки Євгенія Канчура. Періодичність проведення відкритих заходів ЦДЛФ — двічі на рік. Семінари ЦДЛФ відбувалися двічі на рік в Інституті Літератури НАН України ім. Т. Г. Шевченка та в Києво-Могилянській академії. З початком пандемії семінари проводяться в онлайн форматі, постійно зростає аудиторія подій.
В січні 2022 року ХІ Семінар центру вперше було проведено за два дні, з рознесенням робочих мов: україно- та англомовний дні.
У 2023 році відбулася перша повномасштабна міжнародна конференція ЦДЛФ, із дотриманням формату «всі слухають всіх». Два дні конференції також мали дві робочі мови (англо- та україномовний день). Центр співпрацює з подібними дослідницькими групами за межами України. Бібліотекою Інституту літератури укладена бібліографія дослідницьких робіт, присвячених фентезі.
В січні 2024 року відбулася друга (по суті, ІІІ), міжнародна конференція ЦДЛФ, темою якої став розгляд магічних систем як основи поетики метажанру фентезі. Так само як і в 2023 році, конференція була організована ЦДЛФ при Інституті літератури ім. Т. Г. Шевченка НАН України, Державним університетом «Житомирська політехніка» та Університетом ім. Ататюрка в Ерзурумі, Туреччина. Учасниками були фахівці з України, США, Західної Європи, США та Азії. Результатом роботи конференції 2023 та 2024 років стала колективна монографія «Теоретичні аспекти дослідження. Магія у літературі фентезі: Дефініції, маніфестації, функції».

## Семінари та конференції
- Перший установчий семінар ЦДЛФ «Термінологічні питання у дослідженнях літератури фентезі» (9 жовтня 2015).
- «Інтермедіальні виміри літератури фентезі» (20 квітня 2016)[7]
- «Витоки літератури фентезі» (17 листопада 2016)[8]
- «Поезія у контексті метажанру фентезі» (21 квітня 2017)[9]
- «Національна своєрідність української  літератури  фентезі. Частина І» (22 листопада 2017)[10]
- «Національна своєрідність української  літератури  фентезі. Частина ІІ» (28 квітня 2018)[10]
- «Національні варіанти літератури фентезі: європейська палітра» (22 листопада 2018)[11]
- «Національні варіанти літератури фентезі: слов'янська палітра» (19 квітня 2019)[11]
- «Література фентезі: виклики українського перекладу» (26 листопада 2019)[12]
- «Теоретичні аспекти дослідження літератури фентезі» (8 січня 2021)[13]
- «Теоретичні аспекти дослідження літератури фентезі. Магія в літературі фентезі: дефініції, маніфестації, функції» (4-5 січня 2022)[14]
- Міжнародна наукова конференція «Теоретичні аспекти дослідження літератури фентезі. Репрезентації магії у спектрі медіа» (19-20 січня 2023)[15]
- Міжнародна наукова конференція Теоретичні аспекти дослідження літератури фентезі: магічна система як засадничий елемент фентезійного світотворення (25-26 січня 2023)[16]